# Brynn Andrew
Pour les articles homonymes, voir Andrew.
Brynn Andrew, né le 6 mai 1976, est un nageur sud-africain.

## Carrière
Brynn Andrew est médaillé d'or du 200 mètres papillon aux Jeux africains de 1995 à Harare,.
Il étudie à l'Université du Witwatersrand où il fait partie de l'équipe de natation,.